# لکه (فیلم ۱۹۷۳)
لکه (به هندی: Daag) فیلمی محصول سال ۱۹۷۳ و به کارگردانی یاش چوپرا است. در این فیلم بازیگرانی همچون راجش خانا، شارمیلا تاگور، راکهی گولزار، پریم چوپرا، آچالا ساچدف، افتخار، قادرخان، ای. کی. هانگال ایفای نقش کرده‌اند.